# 勞改營
劳改营，又稱勞動改造訓練營，是一种系統简单化的使入狱者强制劳动工作的场所。劳改营制度和奴隶制、监狱有许多相似点。劳改营的具体条件，会由于管理者不同，以致差异很大。
苏联政府不使用“劳改营”而使用一个同义词“劳教营”或“劳教队”（俄语：исправительно-трудовая колония）来称呼国内的劳改营。

## 歷史上的劳改营

### 俄罗斯帝国
俄罗斯帝国皇帝作为其正式司法系统的一部分，在荒凉的西伯利亚建立了劳改营（“卡托加”）。

### 苏联
1917年11月7日，十月革命爆发，布尔什维克接管了卡托加系统，并把这一系统迅速的扩展开来，直到建立古拉格系统来管理劳改营。这些劳改营因为它们极端恶劣的条件而臭名昭著；新入狱者的死亡率在有些营地高达80%。在大清洗期间和之后，古拉格关押了数以百万的劳改者。斯大林把他们当作廉价的劳动力资源，并且间接的杀害了这些入狱者。1954年，也就是斯大林死后一年，赫鲁晓夫领导的新苏联政府开始释放囚犯，关闭营地。到五十年代末，几乎全部“劳教队”都被解散。苏联内务部在1960年1月25日发布了第20号命令，正式结束了古拉格系统。
关于1918年至1960年间在苏联劳改营服役（甚至致死）的實際人数，一直存在着争议。根据一份1993年发表的对苏联时代的档案的研究报告，在1934年至1953年间，有1,053,289人死于苏联的劳改营。中国青年报在2013年引用俄罗斯官方媒体的一篇报道指出总共有超过1,500万人被收入苏联的劳改营服苦役，超过150万人死于劳改营。

### 日本
20世纪初，日本用几百万来自被征服地区的平民和战俘从事强制劳动，特别是中国抗日战争和太平洋战争期间，建造泰緬鐵路等项目。这类强制劳动中常见的过度劳累、营养不良、可预防疾病和暴力等问题，导致几十万人死亡。

### 納粹德國
纳粹黨在第二次世界大战期间开设了很多极为野蛮的劳改营，用来为大型工厂和其他产业提供免费的强制劳动力。在纳粹监狱体系中，不同的入狱者被分入不同种类的劳动营或集中营，虽然在名义上劳动营不同于集中营，但大多数时候其残酷的生活条件与集中营毫无差别。
比较著名的纳粹劳改营有米特堡－多拉集中营，其囚犯被迫参与了V-2火箭的制造，以及关押了大批中国人的汉堡明日劳动营。

### 柬埔寨
红色高棉在波爾布特上台以后，以改造所谓的资产阶级为名义，在柬埔寨建立了劳改营。

### 羅馬尼亞
罗马尼亚社会主义共和国以政治教育为名，把敌视现政权者送进劳改营里，强迫参加多瑙-黑海运河和大布勒伊拉岛排水造田等计划的劳动。大多数送去的犯人死在营地。
除了羅馬尼亞之外，包含保加利亞、捷克斯洛伐克、阿爾巴尼亞及南斯拉夫等東歐國家在共產黨專政的年代皆曾有勞改營的出現。
自從1989年東歐民主化變革運動後，全數東歐巴爾幹國家已經廢除了勞改和勞教制度，而相關的勞改營遺址亦已拆除或改為共產主義受害者紀念館。

### 中华人民共和国
劳动改造制度与劳动教养制度制度曾是中华人民共和国处理违法犯罪人员的手段，即将其关押在劳改营内进行强迫劳动。
劳动改造制度在1954年被《中华人民共和国劳动改造条例》所确定。劳动改造制度的范围同时包含了监狱、劳动改造管教队（监外执行机构）、看守所和少年犯管教所。1990年3月17日国务院和1994年12月29日全国人大常委会分别颁布了《中华人民共和国看守所条例》和《中华人民共和国监狱法》。据此，2001年10月中华人民共和国国务院通过了《关于废止2000年底以前发布的部分行政法规的决定》，《中华人民共和国劳动改造条例》被废止。
劳动教养制度在中华人民共和国成立早期主要针对“尚不需要判刑的反革命分子”，文化大革命期间造反派则设立了“牛棚”对被称为“牛鬼蛇神”的知识分子进行“劳动改造”，在改革开放后中华人民共和国政府通过劳动教养制度关押吸毒人员，卖淫人员，小偷小摸等违法但尚没有达到法律认定的犯罪标准的人。2013年12月28日，全国人民代表大会常务委员会通过了关于废止有关劳动教养法律规定的决定，劳动教养制度被正式废止。同时，对正在被执行劳动教养的人员解除劳动教养。

### 中華民國
20世纪20年代至20世纪80年代，中华民国国民政府设立了劳改营用于关押对國民黨政府不满的人士、共产主义者等。例如1940年建立的西北青年劳动营、20世纪50年代在绿岛设立的新生训导处等。

### 越南
越南共產黨的勞改營稱為再教育營，主要對象是前南越政府官员及南越軍將兵，於1975年在統一後越南各地設立，2000年關閉。

## 現今的劳改营

### 中华人民共和国
雖然中華人民共和國政府表示新疆再教育營為職業技能教育培訓中心，並一再否認外界質疑的「勞改」一事，但近年陸續有多位自称逃出或曾待過再教育營的新疆人民向部分媒体指控因不合理的原因，如僅因信仰伊斯蘭教等就被強押進再教育營，從事如採集棉花等勞力工作，甚至還有維吾爾族婦女在裡面遭性侵犯。上述信息及“爆料者”都認為習近平的殘暴統治，已經讓中國成為一個非常不人道的國家，也希望習近平能夠被關在勞改營一年。

#### 香港
根據香港法例第239章 《勞敎中心條例》，進入勞教中心進行勞教是代替監禁的刑罰，這項刑罰只適用於14至24歲的男性犯人。

### 
朝鮮勞動黨執政當局設立了价川集中營、耀德集中營、大興集中營以關押政治犯、脫北者及清算其家人。
老挝也存在劳改营，主要关押对象是老挝王国的政府官员和皇家老挝陆军的将兵。末代国王西萨旺·瓦达纳被推翻后，其一家被老挝人民革命党送往桑怒的劳改营劳改。

### 古巴
1965年11月開始，被古巴共產黨當局歸為“反政府”者將被召集到“軍事協助生產”（UMAP）陣營中從事勞動工作。